# Aérodrome de Doruma
L'aérodrome de Doruma, code OACI : FZJD, est une piste d'atterrissage du nord-est de la République démocratique du Congo desservant la ville de Doruma, dans la province du Haut-Uele. 
La piste se trouve à l'est de Doruma, et à 9 kilomètres de la frontière avec le Soudan du Sud. 

## Situation en RDC
| Bandundu Basango Mboliasa Bunia Gbadolite Gemena Goma Ilebo Kalemie Kananga Kikwit Kindu Kinshasa-Ndjili Kinshasa-N'Dolo Kisangani Kolwezi Lodja Lubumbashi Matari Matadi Mbandaka Mbuji Mayi Nioki Tshikapa Tshumbe |